# 德惠专区
德惠专区，中华人民共和国吉林省已撤销的专区，在今吉林省北部。
1966年由长春市析置，专员公署驻长春市。辖德惠、榆树、九台、农安、双阳5县。1968年，撤销德惠专区，改置德惠地区。